# Crònica universal del Principat de Catalunya
Crònica universal del Principat de Catalunya: obra historiogràfica sobre la història general de Catalunya des de l'antiguitat fins a la mort del comte Ramon Berenguer IV (1162) escrita per Jeroni Pujades. La primera part de l'obra, fins a la invasió sarraïna, fou escrita en català i, acabada el 1606, fou publicada el 1609; la segona fou escrita en castellà i restà inèdita i sense revisar.
Pujades destinà bona part dels seus esforços intel·lectuals a donar al Principat d'una història general i completa d'aquest. La
seva Crònica esdevé molt ambiciosa pel que respecta a temàtica i fonts utilitzades. El primer volum, escrit en català, veié
la llum l'any 1609 gràcies al suport econòmic del Consell de Barcelona. L'obra fou escrita entre els anys 1601 i 1604, segons refereix el propi Pujades, i l'edició no arribà al carrer fins a l'any 1610.
L'obra destaca per la utilització exhaustiva de les fonts que disposava Pujades, al final de l'obra Pujades detalla una «Taula dels escriptors i autors, dels quals es estada treta la present obra», on s'hi citen, entre altres: Ambrosio de Morales, Mossèn Diego de Valera, Florián de Ocampo, Jerónimo de Blancas, Jerónimo de Zurita, Vaseo, Sículo, Lluís Pons d'Icart, Beuter, Pedro de Medina, Mariana, Garibay, Rodrigo Ximénez de Rada i Damián de Goes.
Així mateix Pujades empra l'epigrafia i la numismàtica per a l'elaboració de l'obra.
El primer volum de la crònica comprèn des de la creació del món fins a l'any 714. Cal atribuir a Pujades la noció del pacte entre els catalans i els carolingis.
La segona i tercera parts tingueren una sort ben diferent. Pujades les escriví en castellà i restaren inèdites. Al llarg de la Guerra dels Segadors se les apropià Pierre de Marca. En feu ús per a l'elaboració de la seva Marca Hispanica, tot i no citar-ne mai la procedència.
Va ser consultada per il·lustrats catalans com Pau Ignasi de Dalmases (que les va localitzar el 1698, a la biblioteca de l'arquebisbe de Rouen) i Josep de Taverner (que la va copiar entre el 1715 i el 1720 a la Biblioteca Reial de París, on havia estat traslladada el 1702.)
Per a l'elaboració d'aquestes dues parts Pujades va aplegar una gran quantitat de documents d'arxiu del Principat, del Rosselló i del Llenguadoc. Aquests documents, copiats en tres volums, són coneguts amb el nom de Flosculi i actualment es troben a la Biblioteca Nacional de França (fons Étienne Baluze números 234, 238 i 239).
Una traducció castellana fragmentària i força defectuosa de la primera part fou publicada el 1777 per Pedro Angel de Tarazona en el seu Semanario curioso, historico, erudito, comercial, publico y economico el blason de Cataluña publicat cap al 1780. Finalment, entre el 1829 i el 1832, Torres i Amat, Albert Pujol i Pròsper de Bofarull publicaren la totalitat de l'obra en castellà, després d'haver revisat i completat la traducció de Tarazona.